# Avvikande beteende
Avvikande beteende eller avvikelse är i ett sociologiskt sammanhang handlingar och beteenden som  bryter mot sociala normer, inklusive formellt antagna regler såsom lagar (till exempel kriminalitet) och informella sådana såsom seder och bruk. Sociologer, psykologer och kriminologer studerar fenomenet avvikelser och hur normer uppstår, förändras över tid och efterlevs.

## Definition och innebörd
Det finns inte en enhetlig definition av vad ett avvikande beteende är för något. Sociologer, kriminologer och psykologer har karaktäriserat det olika men definierar det huvudsakligen som ett beteende som kränker de sociala normerna. Enligt Jack D. Douglas och Frances Chaput Waksler kan det avvikande beteendet vara vilken tanke, känsla eller handling som helst som medlemmarna av en social grupp bedömer vara en kränkning av deras värden eller regler; Doug Thomson menar att det är ett brott mot ett samhälles eller en grupps normer; Gary F. Jensen menar att det är ett handlande som bryter mot det medlemmarna i ett socialt system definierat som ett lämpligt respektive olämpligt uppträdande; Simon Dinitz, Russell Rowe Dynes och Alfred Carpenter Clarke förklarar det som ett slags beteende som tar stånd från de normer ett specifikt samhälle definierat; Marshall B. Clinard och Robert F. Meier menar att det är ett brott mot vissa typer av gruppnormer till den grad att beteendet träder över gränser för det som tolereras i samhället.

## Avvikelse beteende som brott mot sociala normer
Normer är de regler och förutsättningar genom vilka medlemmarna av ett samhälle regleras. Normerna är inte med nödvändighet moraliska eller förankrade i moral. De är lika ofta pragmatiska men även irrationella. Exempelvis har en stor del av det vi kallar seder och uppförande inte med nödvändighet någon logisk förklaring. Normer är uppföranderegler som inte är neutrala eller universella, och är under ständig förändring. Normerna är i direkt relation till respektive samhälle och förändras i takt med att samhällen förändras. Normerna är lösa, reflekterande, själviska och ensidiga. De varierar mellan människor beroende av klass, kön, ålder, etnicitet med mera och är därför kontextuella.
Avvikande beteende kan beskrivas som ett brott mot dessa normer. Avvikelse är ett misslyckande att anpassa (konformera) sig till de för tillfället kulturellt betonade förhållningsreglerna. Vad som utgör dessa regleringar kan tolkas på olika sätt. De sociala normerna i det ena samhället kan vara dess motsats i ett annat. Till exempel kan en handling som bryter mot föreskriven norm i en kulturell eller samhällelig kontext anses som helt normal i en annan. Vissa handlingar är avvikande på ett sådant vis att de är kriminaliserade och belagda med bestraffande sanktioner.